# CV-400
La CV-400 o Avenida del Sur (en valenciano Avinguda del Sud) es una carretera autonómica de la Comunidad Valenciana que comunica Valencia con las poblaciones de Huerta Sur finalizando su recorrido en el enlace con la CV-33. La carretera es competencia de la Generalidad Valenciana.

## Nomenclatura

Indicador

La CV-400 es una carretera secundaria que pertenece a la red de carreteras de la Comunidad Valenciana, es un eje vial que conecta las poblaciones de Huerta Sur con Valencia.

## Historia
La CV-400 es una carretera de nueva construcción que anteriormente no existía.
Fue construida con motivo de sustituir al camino viejo de Picasent, que discurre entre Benetúser y Picassent.

## Trazado actual
La CV-400, también llamada Avenida del Sur, es una autovía urbana en todo su trayecto. Se caracteriza por tener rotondas en los enlaces con otras carreteras, teniendo también en algún trayecto carril bici. Inicia su recorrido en Valencia en la Calle San Vicente dirigiéndose hacia el sur, enlaza con la V-30 con acceso en dirección tanto hacia Barcelona-Madrid como hacia Alicante-Puerto, continuando su recorrido bordea La Torre. A continuación enlaza en rotonda con la CV-407 que une Picaña y Paiporta con Sedaví. Bordea Benetúser, El Barrio Orba (Alfafar), Masanasa, Catarroja y Albal, finaliza su recorrido en el enlace con la CV-33 Distribuidor Comarcal Sur que une Albal y Torrente.

## Proyectos
Existe la intención de transformar esta vía en un nuevo acceso a Valencia desde la A-7. Este acceso comenzaría en la misma A-7 (entre Alcácer y Silla) evitando la curva actual y trazando una línea recta hacia el norte, conectando con la CV-33, circunvalando la localidad de Albal para finalmente encontrar la actual CV-400, que sería convenientemente adaptada eliminando algunas rotondas para dar fluidez al tráfico. El proyecto, no obstante, está en fase de estudio preliminar, y está vinculado a la construcción de otras infraestructuras, como la línea T-8 de MetroValencia.
- Datos: Q8254196